# 上官敫铭
“上官敫铭”，本名庞皎明，道号若水山人。曾供职于财新传媒，为财新《新世纪》周刊、财新网记者。其曾先后任职于《中国经济时报》社、《南方都市报》社。
上官敫铭的寓意，传闻有多种解释。新闻业界称，此系指“被上面的官员缴去了姓名”；其本人自称，“上官”指民权“在官上”，“敫铭”是本名谐音。
其代表作品有：
《武广铁路使用假粉煤灰事件调查》（组稿）、
《南街真相》、
《“西丰警察进京抓记者事件”》（系列报道）、
《邵氏“弃儿”》、
《巡视组的账单》等等。